# یواس‌اس بیدل (سی‌جی-۳۴)
یواس‌اس بیدل (سی‌جی-۳۴) (به انگلیسی: USS Biddle (CG-34)) یک کشتی بود که طول آن ۵۴۷ فوت (۱۶۷ متر) بود. این کشتی در سال ۱۹۶۵ ساخته شد.